# The Gods We Can Touch
 (février 2025).
Si vous disposez d'ouvrages ou d'articles de référence ou si vous connaissez des sites web de qualité traitant du thème abordé ici, merci de compléter l'article en donnant les références utiles à sa vérifiabilité et en les liant à la section « Notes et références ».
Albums de Aurora
A Different Kind of Human (Step 2)
(2019) What Happened to the Heart?
(2024)
The Gods We Can Touch (litt. « Les Dieux que nous pouvons toucher ») est le troisième album studio de l'auteure-compositrice-interprète et productrice de disques norvégienne Aurora. Il est sorti le 21 janvier 2022 sur les labels Decca et Glassnote. 

## Enregistrement et production

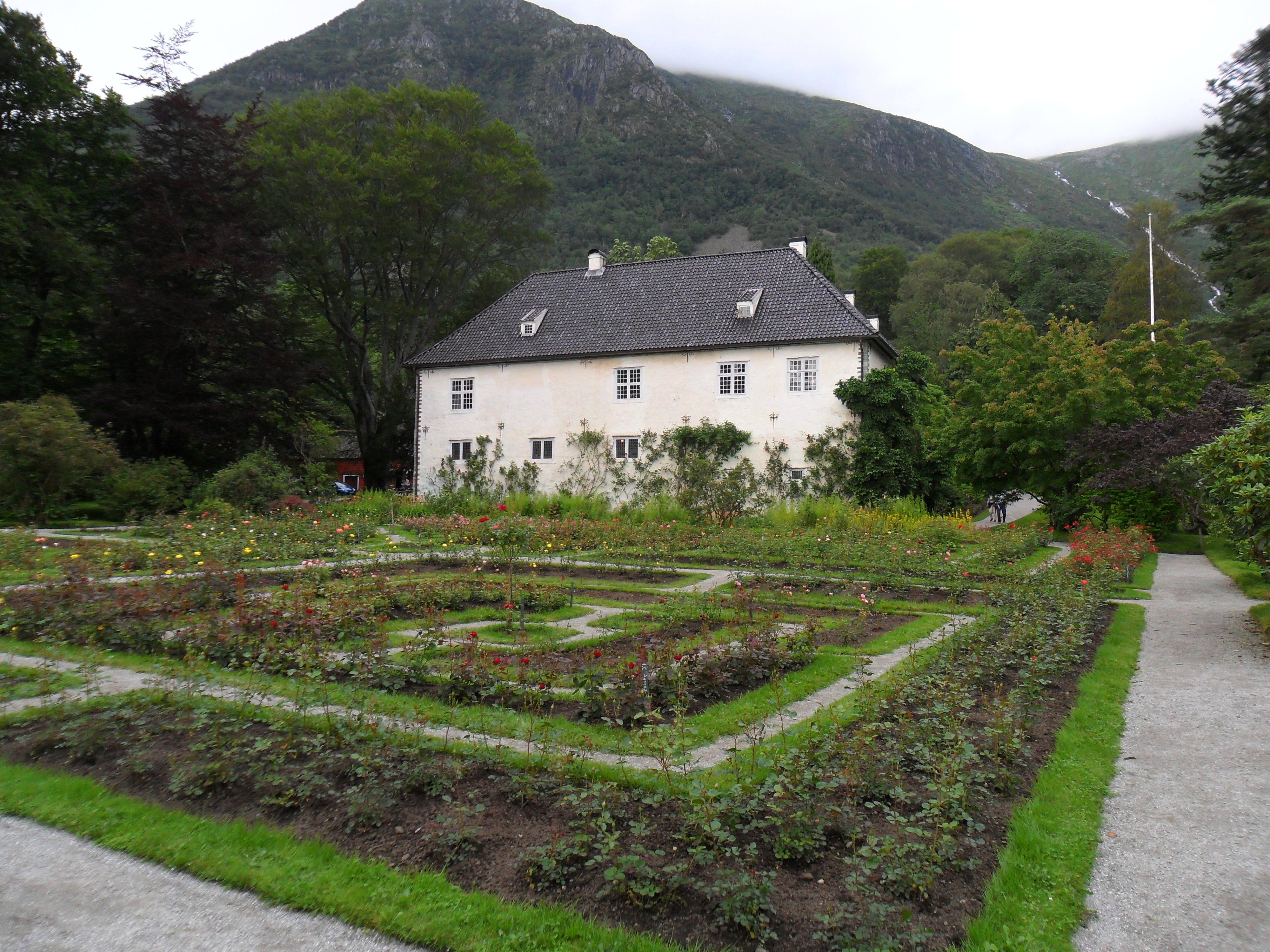
Baroniet Rosendal

Aurora déclare avoir eu ce projet d'un nouvel album seulement deux jours après la parution de son précédent album A Different Kind Of Human (Step 2). Elle a beaucoup lu sur l'histoire de la religion pour s'inspirer pour ce troisième album.  
L'album a été enregistré dans les studios The Office et The Jungle en Norvège, et de Blanca Studio à Bergen. Aurora a également loué la baronnerie Rosendal (en norvégien Baroniet Rosendal) à Kvinnherad en novembre 2020 et y a enregistré la majorité de son album. 
L'album a été produit en collaboration avec Odd Martin Skålnes, Magnus Skylstad, Nicolas Rebscher, Alf Lund Godbolt, et Electric, à Bergen et Londres. 
La sortie de l'album était prévue pour l'été 2021, mais a été retardé à janvier 2022. 

## Chansons

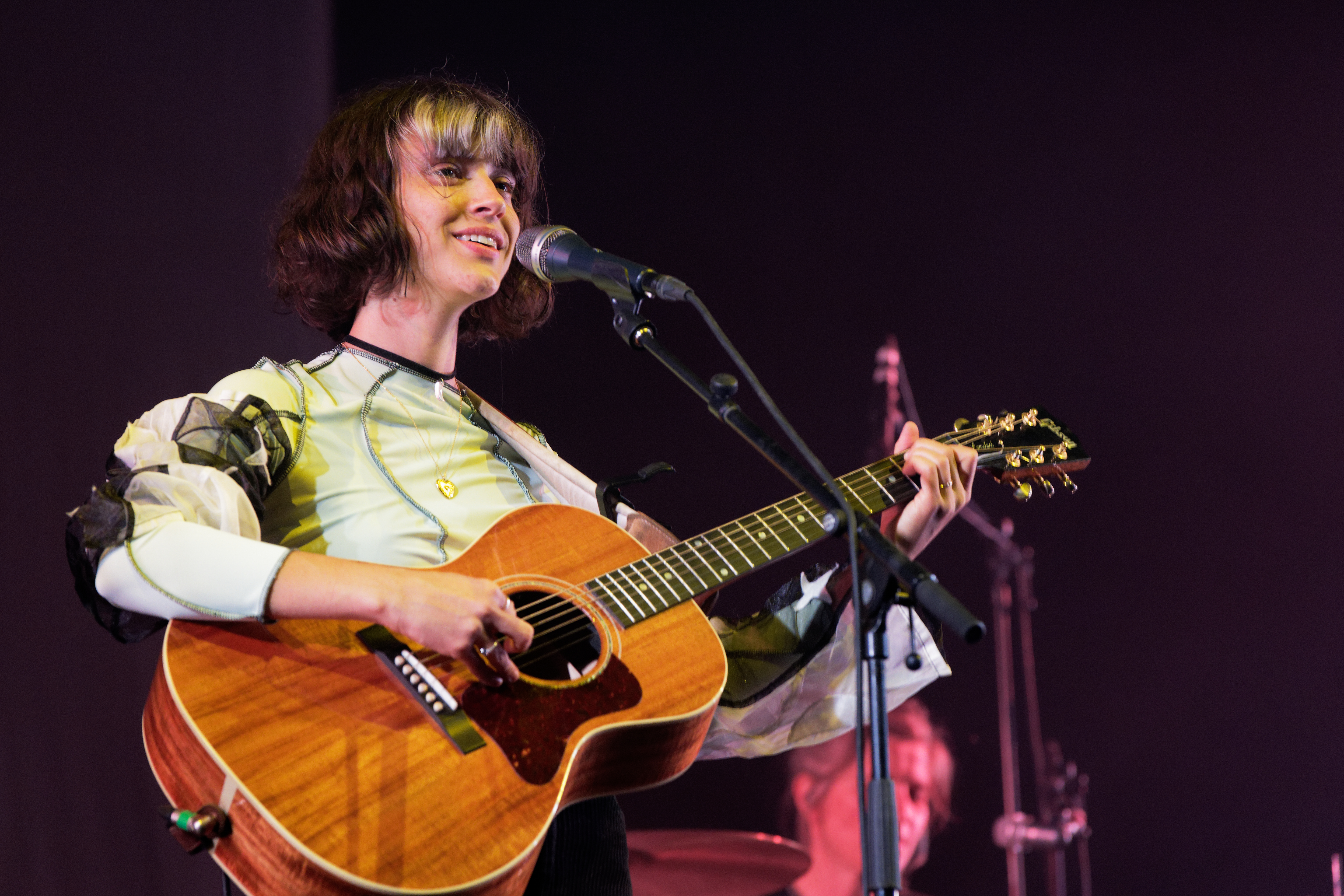
"Everything Matters", le deuxième morceau de The Gods We Can Touch est chanté avec l'artiste française Pomme. C'est la première collaboration d'Aurora sur un album.

Les quinze pistes de cet album sont : 
1. The Forbidden Fruits Of Eden
2. Everything Matters (avec Pomme)
3. Giving In To The Love
4. Cure For Me
5. You Keep Me Crawling
6. Exist For Love
7. Heathens
8. The Innocent
9. Exhale Inhale
10. A Temporary High
11. A Dangerous Thing
12. Artemis
13. Blood In The Wine
14. This Could Be A Dream
15. A Little Place Called The Moon